# Mini-VGA
I connettori Mini-VGA sono usati nei computer portatili e su altri tipi di computer al posto del Connettore VGA standard. Apple e HP possiedono una diversa implementazione usando però lo stesso nome. A parte la forma compatta, le porte Mini-VGA hanno aggiunto la capacità di fornire sia l'uscita composita sia quella S-Video in aggiunta ai segnali VGA attraverso l'uso dell'EDID.
I connettori mini-DVI e Mini DisplayPort hanno ampiamente sostituito il Mini-VGA.